# Ejal Ben Re'uven
Ejal Ben Re'uven, hebrejsky אייל בן ראובן‎ (narozen 22. května 1954 Necer Sereni), je izraelský politik; poslanec Knesetu za Sionistický tábor.

## Biografie
Je ženatý, má čtyři děti (podle jiného zdroje šest dětí). Od roku 1972 sloužil v izraelské armádě. Bojoval v jomkipurské válce i v první libanonské válce. V armádě vystudoval vojenskou školu, později absolvoval United States Army War College v Pensylvánii a získal bakalářský titul z politologie na Haifské univerzitě. Z aktivní služby odešel roku 2007. Má hodnost generálmajora v záloze. Během druhé libanonské války zastával funkci zástupce náčelníka Severního velitelství, předtím byl velitelem praporu ve 401. brigádě a ředitelem izraelských vojenských akademií. Byl též ředitelem nadace, která se zabývá dojednáváním propouštění izraelských zajatců. Vlastní konzultantskou firmu.
Ve volbách v roce 2015 byl zvolen do Knesetu za Sionistický tábor (aliance Strany práce a centristické strany ha-Tnu'a). Na kandidátku ho navrhla strana ha-Tnu'a.